# 澳洲牧牛犬
澳洲牧牛犬（英語：Australian Cattle Dog），亦簡稱為牧牛犬，是一種原產於澳洲，專為長距離驅趕牛群而培育的牧羊犬品種。此中型犬種具備短而緊密的被毛，其毛色主要有兩種形式：毛色中的紅色或黑色與白色被毛交錯分布，使得牠們呈現出「紅色」或「藍色」的外觀。
澳洲牧牛犬與其他工作犬種一樣，精力旺盛且聰明，具有很強的獨立性。牧牛犬只對結構化且富有趣味性和挑戰性的訓練才有良好的反應。最初這些犬隻只被訓練用來咬住牛隻，這種習慣有時會導致牠們咬攻跑動的孩子。牠們會對主人產生強烈的依附，並會保護主人及其財產。澳洲牧牛犬易於打理，脫毛期間只需簡單梳理即可。常見的健康問題包括遺傳性耳聾和進行性視網膜脫落以及一些意外傷害。
這一犬種的發展始於19世紀中期，由牧場主及殖民先驅者喬治·霍爾的兒子托馬斯·辛普森·霍爾所創。羅伯特·卡列斯基撰寫了第一份牧牛犬標準，將霍爾的犬稱為「霍爾赫勒犬」（Halls Heelers）。後來，托馬斯·霍爾從英國引進了藍色斑點的高地牧羊犬，並與當地選定的野犬交配，從而培育出此品種。
霍爾赫勒犬後來由悉尼的傑克和哈里·巴格斯特兄弟在1880年代進一步發展，最終形成了現代的澳洲牧牛犬和澳洲無尾牧牛犬。巴格斯特兄弟通過大量的選育和淘汰，成功塑造了這一犬種的特徵。澳洲牧牛犬因其毛色及驅牛的本能而被稱為「紅赫勒犬」（Red Heeler）或「藍赫勒犬」（Blue Heeler）。此外，「昆士蘭赫勒犬」（Queensland Heeler）這一綽號可能源於維多利亞州發行的一本流行小冊子。

## 特徵

### 外觀

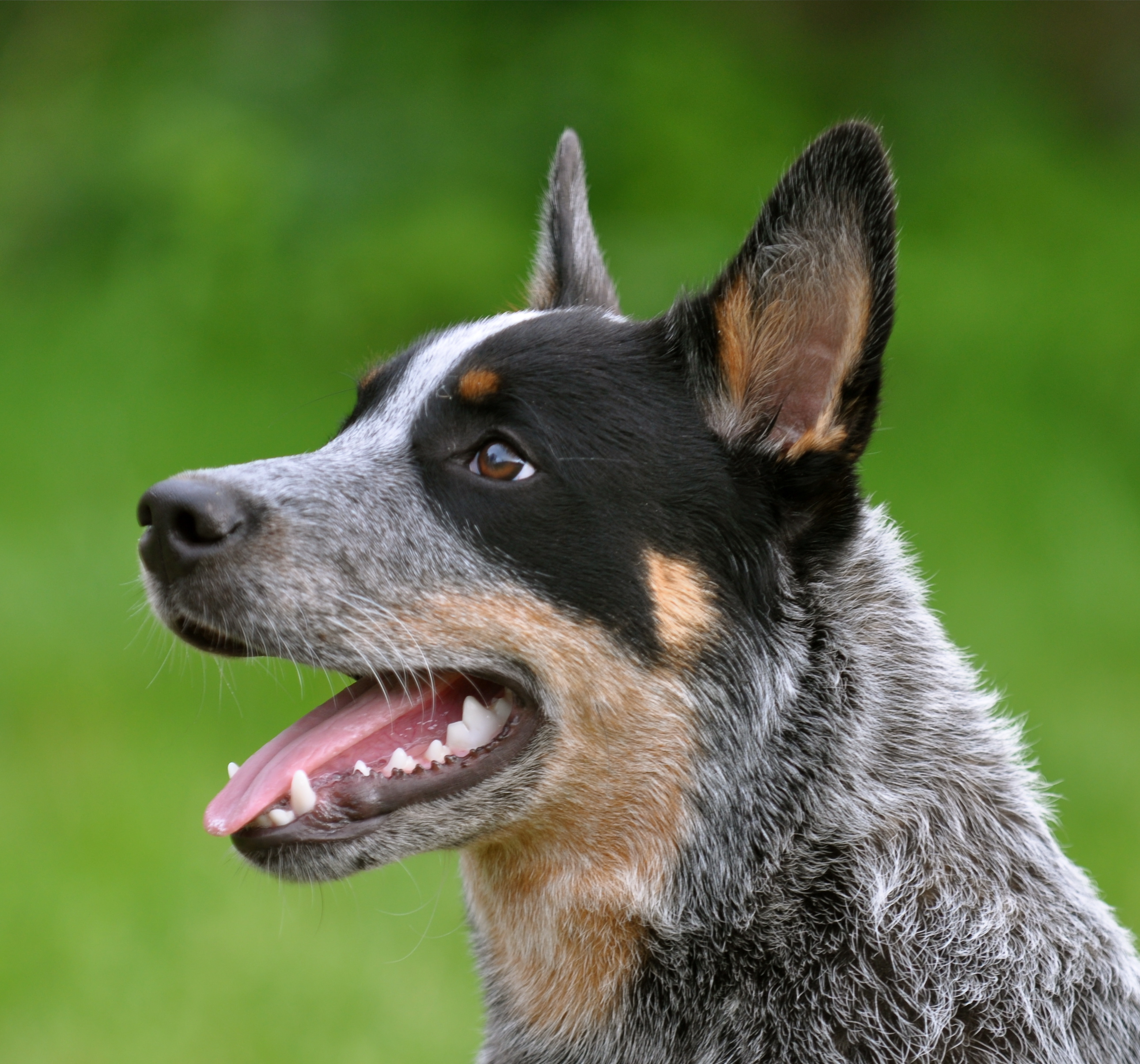
藍色牧牛犬有著「黑面具」和棕色標記

澳洲牧牛犬是一種結構健壯、肌肉發達且體型緊湊的狗種，展現出靈敏與力量的特質。此犬種擁有寬廣的頭顱，從眼睛之間的平坦部分到明顯的額停處，臉頰肌肉發達，口鼻部適中長度，深且強健。耳朵為直立型，中等大小，間隔較寬，內側覆蓋著毛髮。眼睛為橢圓形，色澤深沉，表情顯得警覺且敏銳。頸部與肩膀均顯強壯有力；前肢直且平行；腳掌圓形且略拱，腳趾短而堅實。。
澳洲牧牛犬的品種標準指出，即使作為伴侶犬或展示犬，亦應保持良好的肌肉狀態，外觀應對稱且平衡，無任何部位過度誇大。此犬種不應顯得過於纖細或過於笨重，因為這將限制其作為工作犬所需的靈活性與耐力。

#### 尺寸
就尺寸而言，雌性澳洲牧牛犬的肩高約為43—48（17—19英寸），雄性則約為46—51（18—20英寸）。犬隻的身體長度應略大於其肩高，從胸骨到臀部的長度應大於其肩高，比例約為10比9。

#### 被毛和顏色

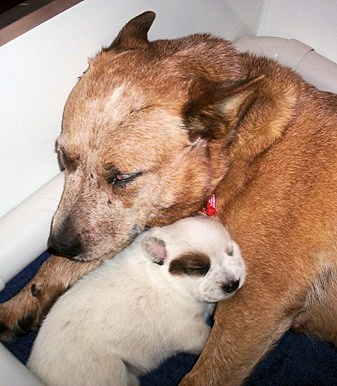
隨著成長，紅色毛髮將從幼犬的白色被毛中顯現出來。

澳洲牧牛犬的被毛有兩種被廣泛接受的顏色，即紅色和藍色。巧克力色和奶油色被視為品種缺陷。藍色犬可能呈現純藍色、藍斑點或藍斑紋，腿部和胸部帶有棕色，頭部則可能有白色標記和一個或兩個黑色斑塊或「面具」印記。紅色犬則均勻分布紅色斑紋，頭部有棕色（紅色）「面具」，有時身體上也會出現這種顏色。
紅色和藍色犬在出生時均為白色（除非有實色的身體或臉部標記），隨著年齡的增長，紅色或黑色毛髮從約四周大時開始顯現。成年犬的獨特顏色是由黑色或紅色毛髮與主要白色的被毛均勻分佈形成的。這種色彩分佈不是雜色（這種斑點效果會引發相關健康問題），而是由於散點基因的作用。散點是指在白色區域中出現的顏色，但整體效果取決於其他基因，這些基因會改變散點的大小、形狀和密度。
澳洲牧牛犬的外觀還包括一些實色或近實色的斑塊。在紅色和藍色犬中，最常見的是眼睛上的「面具」標記，尾巴尖端的白色，尾根處的實色斑點，有時身體上也會有實色斑點，儘管用作參與狗展的展示犬這並不受歡迎。藍色犬的腿部中部、胸前和喉嚨可能帶有棕色，嘴巴和眉毛也帶有棕色。兩種顏色形式都可能在額頭上有稱為「本特利標記」（Bentley Mark）的白星狀斑點，這被認為是一隻名叫湯姆·本特利（Tom Bentley）的犬隻的後代，其特徵是額頭上的白斑和黑色的尾條。 常見的錯誤顏色包括紅色犬中的黑色毛髮，以及藍色犬臉部和身體上的過多棕色，稱為「蔓延棕」。 澳洲牧牛犬擁有雙層被毛，外層的護毛短而直，具有保護作用，防止惡劣天氣對犬隻皮膚造成影響，而底層的被毛則短、細且密集。

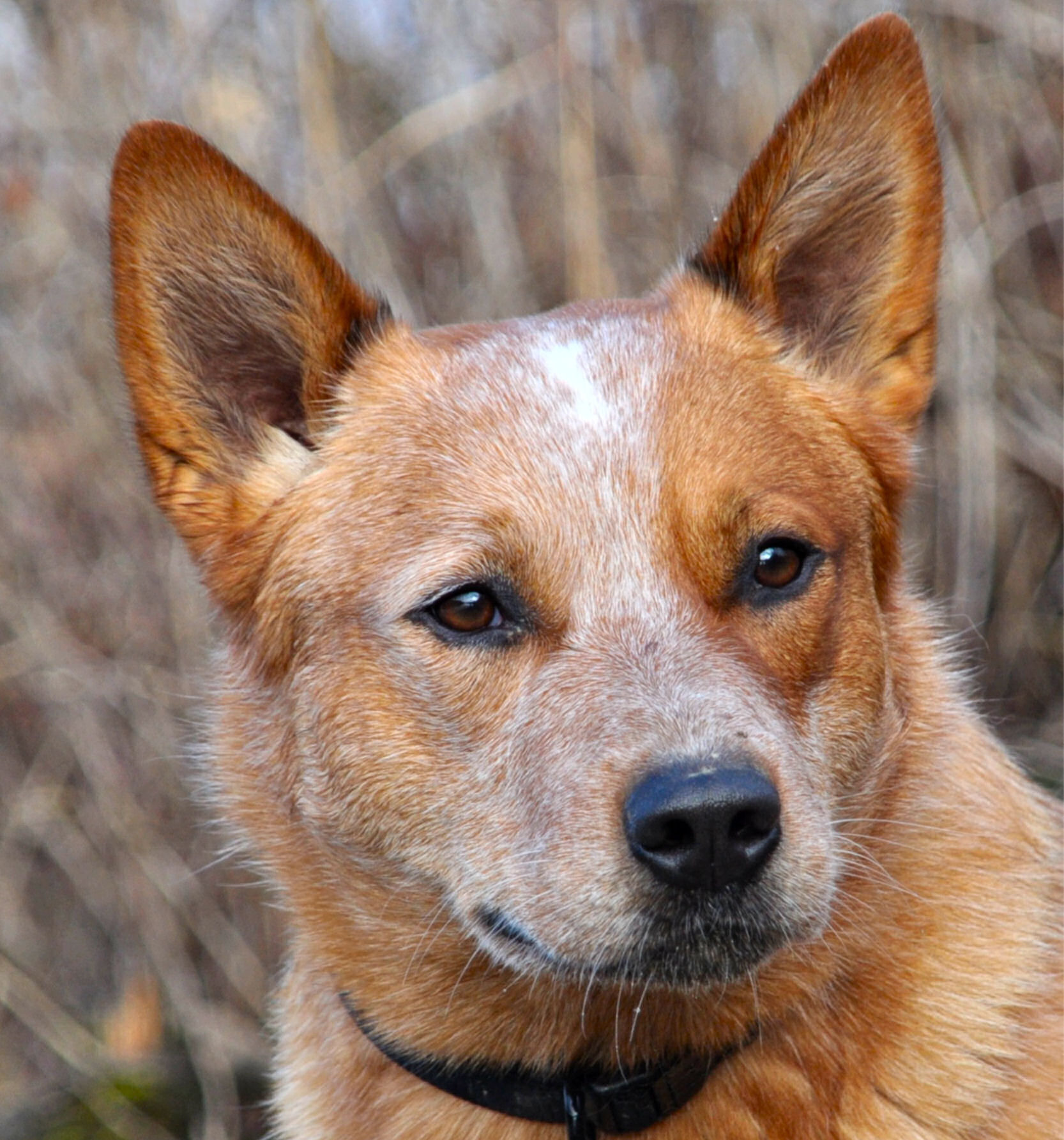
一隻擁有左「單面具」和「本特利標記」（頭頂）的牧牛犬，正展示了該品種典型的警覺表情。

「面具」印記是指出現在澳洲牧牛犬眼睛周圍的特定斑點，對於藍色被毛的犬隻而言，這些斑點呈現黑色；對於紅色被毛的犬隻則呈現紅色。依據斑點出現在一個或兩個眼睛上，這些印記分別被稱作「單面具」（或「半面具」）和「雙面具」（或「全面具」）。而那些臉部沒有任何斑點的犬隻則被稱為「純臉」。根據澳洲牧牛犬的品種標準，這些面具形式均屬於可接受的範疇。在犬隻的外觀評比中，均勻且對稱的面具標記通常比不均勻的標記更受到青睞。

#### 尾巴
根據澳洲、美國和加拿大育犬協會的品種標準規定，澳洲牧牛犬擁有自然長尾巴，尾根處通常呈現一個實色斑點，而尾尖則為白色。其尾巴應自然下垂，與背部的斜坡相符，靜止時微彎，而在興奮時則會抬高。此外，其尾巴應有良好的刷毛覆蓋，顯示出健康的狀態。
在美國，有時會對工作犬進行斷尾處理，但在澳洲所有州和領地，除非在特殊情況下，截尾通常是非法的。
澳洲牧牛犬和澳洲無尾牧牛犬共享相同的血統和早期歷史。在1930年代，昆士蘭的品種標準描述了這一品種的長尾和短尾兩種類型的牧牛犬。這兩種類型在不同的展覽類別中進行展示。到了1963年，澳洲國家犬舍理事會在其品種標準中明確區分了這兩種類型。

### 性情
性格方面，澳洲牧牛犬與許多工作犬一樣，展現出高度的活力和智慧，並具有一定的獨立性。根據斯坦利·科倫的《狗的智商》一書，澳洲牧牛犬在服從性訓練的智慧排名中位居前十。 因此，這種犬隻需要大量的運動、人類的陪伴和工作來維持其身心健康。非工作環境中的澳洲牧牛犬應參與運動、技能學習或其他活動，以充分鍛煉及發揮其體能和智能。
在家庭環境中，澳洲牧牛犬是一隻充滿愛心且富有趣味的寵物。然而，牠對不熟悉的人保持警惕，對新環境表現出天生的謹慎。這使得澳洲牧牛犬在接受適當訓練後，可以成為優秀的看門狗。此外，這種犬隻對懂事的孩子表現出友好的態度，但可能會對奔跑和尖叫的孩子進行驅趕行為。當小狗斷奶時，牠們應該已學會與人類相處是愉快的，並且回應指示會有獎勵。澳洲牧牛犬與其主人建立了深厚的聯繫，這種強烈的依戀使它們在必要時會保護主人，通常不會離主人太遠；牠們會迅速對主人的情緒做出反應，並且可能在未等待指令的情況下保護主人。因此，如果不自幼加以適當的訓練和管理，其保護性和咬人的傾向在長大成人後可變得不受控制而帶來風險。
澳洲牧牛犬通常在工作時靜默無聲，但會在感到警覺或需要引起注意時發出吠叫；這些吠叫有時可能是因無聊或沮喪而發生，尤其是在嘈雜的環境中成長的犬隻更可能表現出這一行為。 此外，儘管對熟悉的犬隻反應良好，但在多狗共處的環境中，澳洲牧牛犬可能需要確立社會等級，這有時會引發攻擊行為，顯示出牠們不太適合與其他犬隻群居。

## 作為寵物

### 梳理
被稱為「洗好就走」（wash and wear）的犬種，其日常梳理需求相對較少。這種狗只在每年換毛季節脫毛，未絕育的雌性可能每年脫毛兩次。這一特點使得澳洲牧牛犬成為相對容易打理的寵物。

### 訓練
像其他工作犬種一樣，澳洲牧牛犬的聰明才智和靈敏反應使其在接受結構化且多變的訓練計畫時表現優異。然而，如果訓練方法不夠一致或過於單調乏味，可能會導致不良行為的發展。澳洲牧牛犬易於訓練，對各種訓練有良好的反應。

### 活動

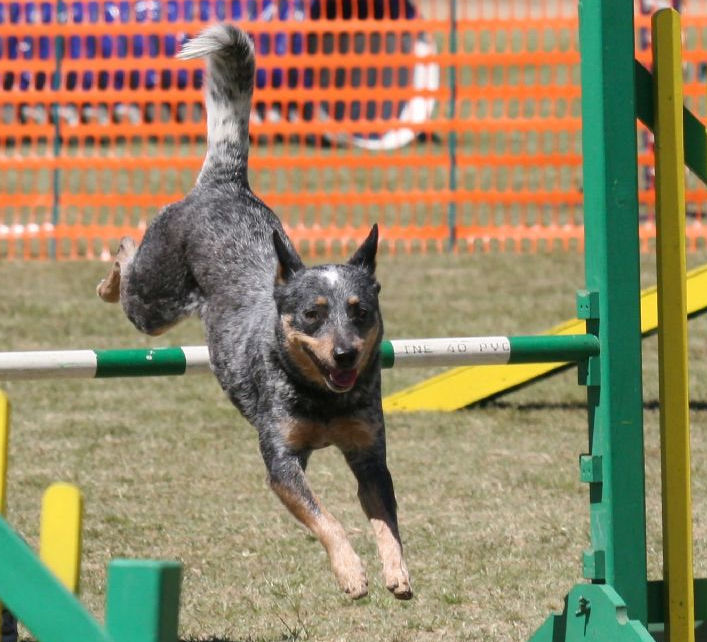
澳洲牧牛犬非常適合參與講求敏捷性的狗比賽。

澳洲牧牛犬需要大量的體能鍛煉。作為一種牧羊犬品種，如果沒有足夠的活動來消耗其能量，澳洲牧牛犬可能會自行尋找娛樂。這種犬種不但樂於在戶外散步，而且更需要參與結構化的活動，這不僅能夠挑戰它們的身體，也能滿足它們與主人互動的需求。澳洲牧牛犬適合參加需要運動能力、智慧和耐力的各種活動。
育犬協會所舉辦的牧羊比賽提供了多樣的活動，這些活動極度適合澳洲牧牛犬的驅動能力。在這些非競爭性的牧羊測試中，會評估犬隻的牧羊本能和訓練性，基本指令如「停留」、「過來」和「完成」常透過牧羊遊戲形式進行教學，這些指令也被應用於撿球或追逐掃帚等活動。
澳洲牧牛犬最初是為了驅趕不情願的牛隻而跋涉長途而培育，其出色的耐力和驅動能力使其成為全球最適合此類工作的犬種之一。然而，一些犬種培育者與訓練師表示擔憂，指出為了繁育適合展示的犬隻，一些澳洲牧牛犬的腿部變得越來越短，身體過於粗壯，這可能不利於它們完成原本的牧牛工作。這種趨勢有可能影響犬種的工作效能和健康。

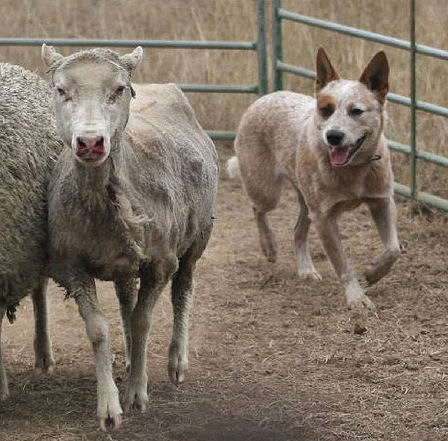
澳洲牧牛犬被培育來驅牛，但也用來趕羊。

澳洲牧牛犬最受歡迎的活動之一是狗敏捷比賽。牠們非常適合穿越障礙賽，這因為得益於它們對主人身體語言的敏感反應，並且能在一定距離外準確完成任務。敏捷性訓練不僅增強了澳洲牧牛犬的自信，也提高了它們在訓練和比賽中的表現。
此外，澳洲牧牛犬對新體驗和變化充滿好奇，這使得訓練這一品種既富有挑戰性又充滿樂趣。此犬種在服從比賽中也能表現出色，特別擅長完成需要智慧和解決問題能力的任務，例如尋回有氣味的物品。不過，它們解決問題的方式有時可能不完全符合比賽裁判的標準。拉力服從賽提供了更多與主人的互動機會，並且比傳統的服從比賽更富有變化。
澳洲牧牛犬在多種狗運動中都取得了傑出成就，包括重量拉力、飛球和護衛犬比賽。 這個品種適合與主人共同參與的活動，如越野跑、飛盤和滑雪橇或自行車橇。作為徒步旅行的伴侶，澳洲牧牛犬以其自然的耐力和對狩獵的相對冷漠而著稱，喜歡緊隨主人之後；牠們會在其床上或籠子裡休息，同時豎著耳朵睜開眼睛，保持警覺等待下一次活動的信號。澳洲牧牛犬是一個適應性強的犬種，一旦滿足了其大量的運動和陪伴需求，牠們也樂於在安靜的家庭環境中休息，即使在城市或室內環境中也能夠適應。
澳洲牧牛犬可從事多種工作，例如成為殘障人士的服務犬或治療犬。 有些在執法機構工作，成為緝毒犬或者警犬。 有些會為城市或州政府驅趕害獸，如加拿大鵝； 還有一些會被訓練成糞便檢測犬，用來追蹤瀕危物種。

## 健康與壽命

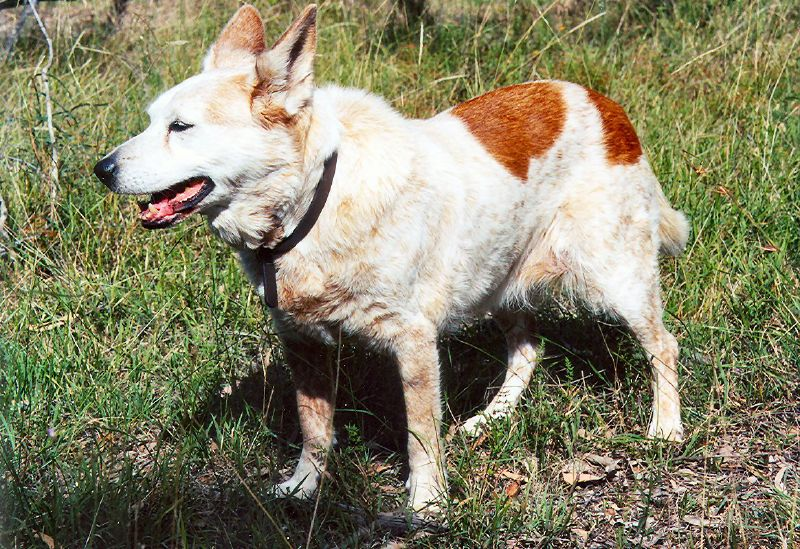
一隻活躍的17歲澳洲牧牛犬

### 壽命
根據2024年在英國進行的一項研究，澳洲牧牛犬的平均壽命為14年，相較於其他純種狗的平均壽命12.7年以及雜種狗的平均壽命12年，顯示出其較長的壽命。許多澳洲牧牛犬在12至14歲高齡時仍保持活力，並且有些犬隻在臨終前仍保有良好的視力、聽力及牙齒健康。

### 常見健康問題

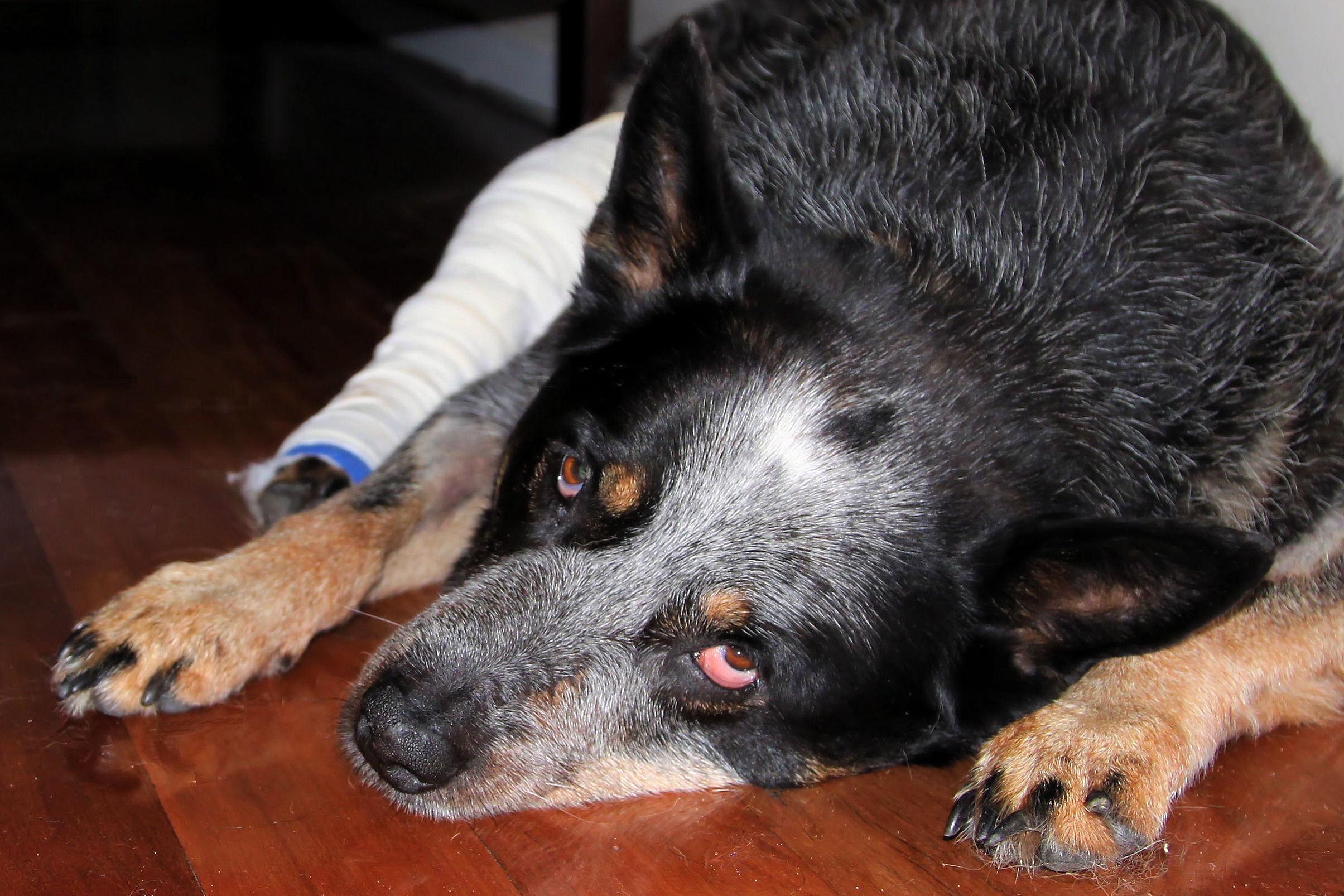
牧牛犬受傷的情況比患病更常見。

澳洲牧牛犬因攜帶導致白色被毛和皮膚的隱性白斑等位基因而與先天性遺傳性耳聾有關。這些基因的耳聾關聯可能由多個基因共同作用而引起。在澳大利亞的一項研究中，約10.8%的澳洲牧牛犬表現出單耳或雙耳失聰的情況。
進行性視網膜萎縮症也是影響澳洲牧牛犬的常見疾病之一。這種病症中最普遍的形式為進行性視桿錐細胞退化（PRCD），此病症會導致犬隻晚年時視桿細胞和視錐細胞退化，終至失明。PRCD是一種常染色體隱性遺傳特徵，狗隻可能攜帶該病基因而沒有表現出症狀。
髖關節發育不良雖不常見於澳洲牧牛犬， 但其發生率足以讓繁育者和狗主人針對可能的骨盆問題進行專門的放射學篩查。此外，澳洲牧牛犬可能患有其他一些遺傳性疾病，如遺傳性脊髓灰質炎， 這是一種罕見病症，由遺傳生化缺陷引起，確診的犬隻通常在一歲內發病並迅速癱瘓。
根據對69隻存活犬隻的調查，牠們主人記錄的最常見的健康問題包括肌肉骨骼系統問題（如椎關節病、肘關節發育不良、關節炎）、生殖系統問題（如子宮蓄膿、不孕症及假孕）和失明。一個在美國和加拿大的獸醫學院進行的三十年研究發現，澳洲牧牛犬最常見的診斷問題包括骨折、跛行和前十字韌帶損傷。

## 歷史

### 澳大利亞

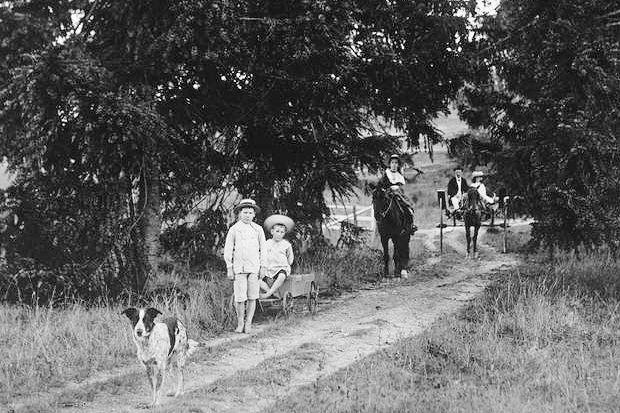
一隻早期的澳洲牧牛犬，攝於1902年

英國殖民者喬治·霍爾與家人於1802年抵達新南威爾士殖民地。到1825年，霍爾家族在上亨特谷建立了兩個牧牛場，並進一步向北擴展至利物浦平原、新英格蘭和昆士蘭。當時，將牛群運送至悉尼市場是一大挑戰，因為必須沿著未設圍欄的牧道，途中經常需穿越崎嶇的灌木叢和山區。牛群數量較少，運送距離相對於19世紀末的長途趕牛相對較短。  直至1850年代，蘇格蘭移民詹姆斯·哈里森發明製冰和冷藏技術前，屠夫和顧客別無選擇，只能購買少量肉類，而牧牛戶──包括霍爾家族──也只能保持穩定但較少的牛隻供應。
當時使用的趕牛犬主要是史密斯菲爾德犬，這些犬隻經常對牛吠叫並咬牛鼻，易激怒牲畜。霍爾家族因此需要尋找替代的牧牛犬。喬治的兒子之一托馬斯·辛普森·霍爾在1820年代於上亨特谷的達特布魯克牧場，開始培育新型牧牛犬。他將藍斑的高地牧羊犬與丁戈犬進行交配，後者是一種少吠且本能地咬住追趕動物的腳跟或後腿的犬種。這一交配創造了第一代霍爾牧牛犬，這些犬隻能夠無聲地工作，並通過咬住牛腳跟來有效控制牛群。到1880年代和1890年代，悉尼的傑克和哈里·巴格斯特進一步改良這些犬隻，將霍爾牧牛犬與其他犬種如澳洲柯利牧羊犬和大麥町犬交配，最終產生了第一批現在所稱的澳洲牧牛犬

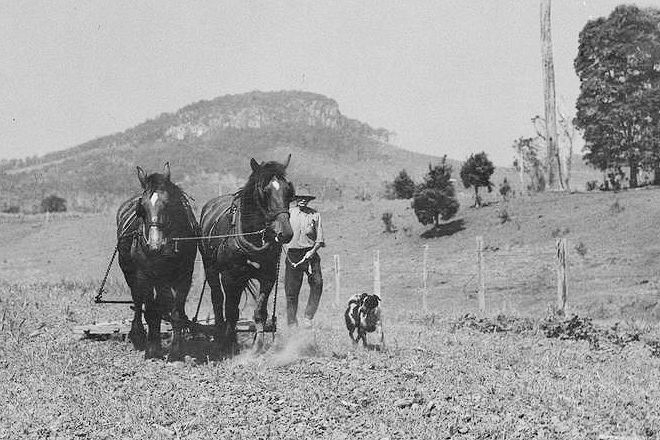
1900年代的牧牛犬習慣於與馬一起工作。

到了19世紀90年代，霍爾牧牛犬的後代開始吸引一群對展示狗新興競技活動感興趣的人群注意，這些人大多不是日常從事牧牛的牧場工人。其中，巴格斯特家族是最具影響力的。
來自新南威爾士州摩爾班克的羅伯特·卡列斯基是哈里·巴格斯特的年輕合作夥伴，於1893年開始專注於繁殖藍色犬種，並為之制定了品種標準，他寫道：「1893年，當我擺脫了我的雜交牧牛犬並開始養藍色犬時，藍色犬的繁育者開始繁育……以固定類型。我為他們制定了一個標準。」 這第一個品種標準於1903年由新南威爾士州農業部發佈，附有照片。卡列斯基的標準強調，這種狗應保持整體的小厚實丁戈的外觀。1903年，新南威爾斯州農業部首次發布了卡列斯基的品種標準，並附有照片，強調犬隻應保持整體的小厚實丁戈的外觀。這一標準後來被昆士蘭和新南威爾斯的品種俱樂部採納並進行了地方性的修改，成為他們自己的品種標準。卡列斯基在1910年代的著作中提供了該品種早期歷史的見解，確立了托馬斯·辛普森·霍爾與霍爾牧牛犬的關聯。
在19世紀90年代，昆士蘭的展示犬繁育者如威廉·伯恩的犬舍中出現了霍爾牧牛犬的後代，這些犬隻與新南威爾斯展示的犬隻不同，包括長尾和短尾兩種。這些犬隻可能來自昆士蘭的霍爾家族產業。然而，伯恩發起了一股潮流，偏愛在新南威爾斯繁育的牧牛犬，並且在1920年代，許多繁育者都追隨了這一趨勢。
澳洲牧牛犬的血統中，有幾位重要的早期祖先犬，包括Brooklyn Dandy、Blue Rock、Little Gem、Little Sally、Little Logic和Logic Return。這些犬隻在品種發展的初期階段扮演了關鍵角色，對現代澳洲牧牛犬的形成產生了深遠的影響。特別是Little Logic和Logic Return，這兩隻犬在現代澳洲牧牛犬的血統中具有顯著的重要性。這一重要性由Wooleston Kennels所延續和強化。Wooleston Kennels不僅為澳大利亞的繁育者提供了這些優質的基礎和補充繁育犬，同時也將這些珍貴的血統延伸至北美和歐洲大陸的繁育者。其中，Wooleston Blue Jack是Wooleston Kennels提供的其中一隻著名繁育犬。

### 美國

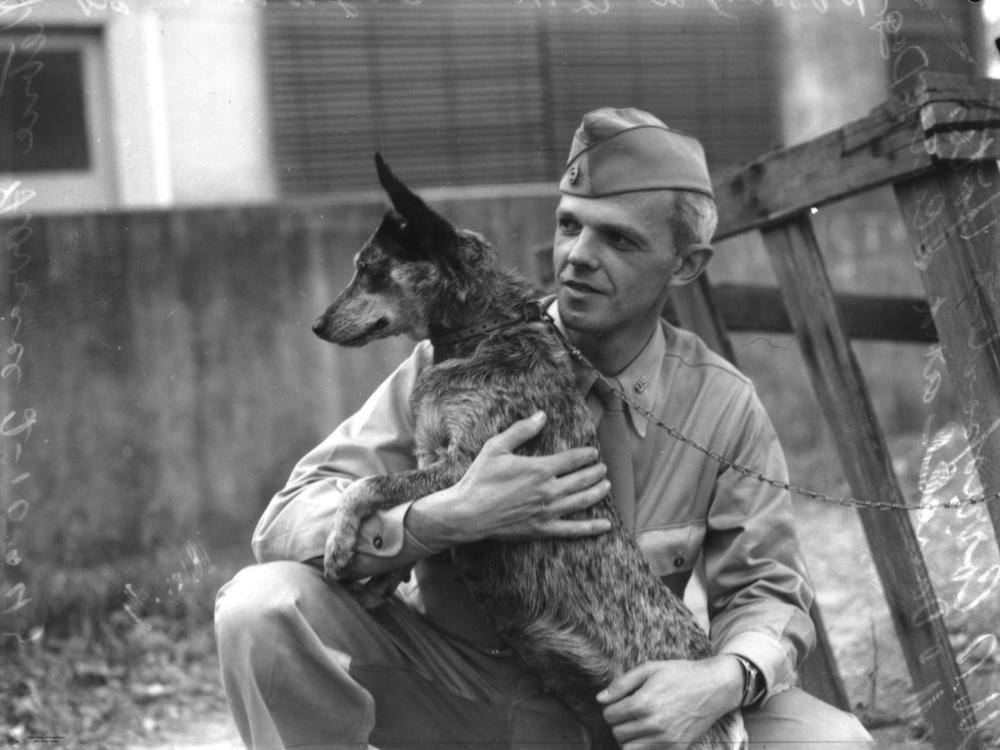
二戰期間駐澳的美軍士兵在將澳洲牧牛犬引入美國中發揮了關鍵作用。

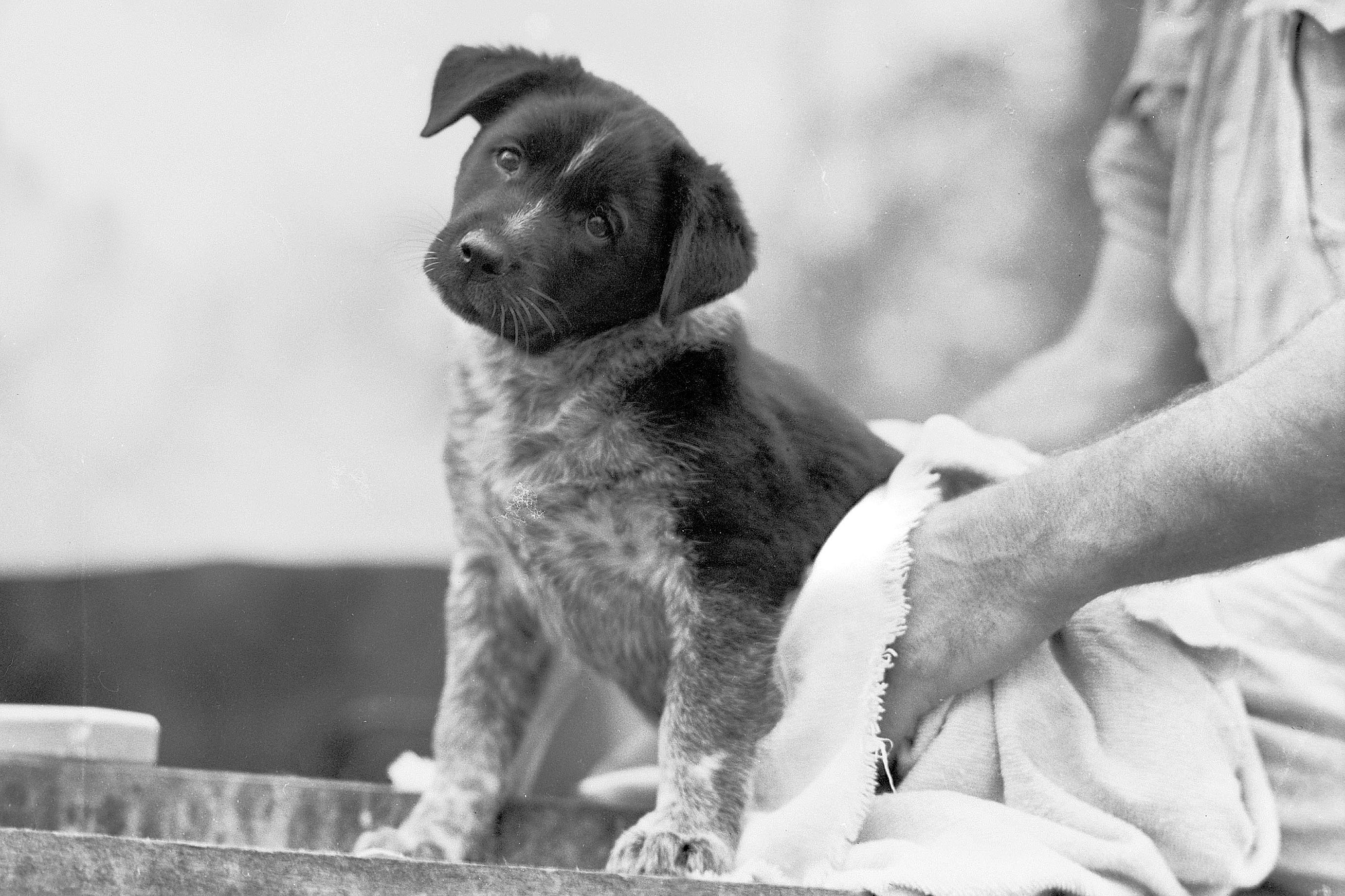
美國士兵遇到了澳大利亞師的吉祥物牧牛犬。這隻小狗正在準備迎接道麥克阿瑟將軍的到來。

在1940年代，悉尼的獸醫艾倫·麥克尼文將丁戈犬、柯利牧羊犬、德國牧羊犬和袋鼠犬引入他的繁育計劃；然而，皇家農業學會犬舍俱樂部（RASKC）並未將這些雜交品種註冊為澳洲牧牛犬，儘管麥克尼文認為它們在外觀、顏色和性格上均符合標準。面對註冊問題，麥克尼文竟提供已故狗隻的註冊證書給他的幼犬，結果被RASKC驅逐，其所有狗隻也從註冊名單中移除。同時，位於加利福尼亞州納帕的牧場主格雷格·勞赫爾在第二次世界大戰期間駐紮在澳大利亞時遇到了麥克尼文，從他那裡進口了數隻成年犬和幾窩幼犬。即使在麥克尼文遭到取消註冊後，他仍繼續將其「改良」犬隻出口到美國。許多在戰爭期間駐紮在昆士蘭或新南威爾斯的美國士兵也發現了澳洲牧牛犬的魅力，並在歸國時將它們帶回美國。
在1950年代後期，加利福尼亞州聖羅莎的一位獸醫傑克·伍爾西被介紹給勞赫爾的狗。他與合夥人一同購入數隻犬隻並開始繁育。他們在《Western Horsemen》雜誌上做廣告，聲稱這些犬隻能夠保證工作能力，並將其稱為「昆士蘭牧牛犬」。伍爾西還進口了數隻純種澳洲牧牛犬以豐富他的繁育計劃，包括Oaklea Blue Ace、Glen Iris Boomerang及幾隻Glen Iris母狗。位於巴特勒的國家飼養犬登記處（National Stock Dog Registry）對這些犬隻進行了註冊，並分配了美國編號，而未參照澳大利亞的註冊記錄。
自1930年代以來，澳洲牧牛犬一直被美國犬業俱樂部（AKC）分類為「雜項」類別。為了使該品種獲得完全認可，AKC要求組建一個國家品種母俱樂部(National Breed Parent Club)來促進和保護該品種。1967年，艾絲特·埃克曼在一次AKC展會上遇到了克里斯·史密斯-瑞斯克，兩人談起了他們的澳洲牧牛犬與建立該品種母俱樂部的計劃。到1969年，這個新成立的母俱樂部已有12名成員，正式向AKC申請認證。母俱樂部被要求為該品種保留自己的註冊記錄，並且所有註冊中的狗必須是澳大利亞註冊狗的後代。AKC母俱樂部的成員開始研究他們的犬隻，包括與麥克尼文交流，結果發現很少有犬隻能追溯到澳大利亞的註冊記錄。1979年，AKC接管了母俱樂部的註冊表，該品種於1980年9月獲得了完全認可。美國澳洲牧牛犬俱樂部仍然積極推動該品種的發展並維護品種標準。國家飼養犬登記處繼續認可未經澳大利亞註冊的牧牛犬，條件是任何不明親本的犬隻在提交註冊時將被登記為「美國牧牛犬」，而所有其他犬隻仍將被登記為「澳洲牧牛犬」。

### 加拿大
1980年1月，澳洲牧牛犬在經過兩位繁育者和愛好者五年的努力收集系譜、獲得支持及遊說後，正式獲得加拿大犬業俱樂部的認可。當時，加拿大的澳洲牧牛犬主要分布在廣大的農場和牧場，作為工作犬。新成立的品種俱樂部舉辦了外觀展示、服從和敏捷性比賽，並讓犬隻參加了包括飛球和誘導追逐在內的運動。到1980年底，一隻名為Landmaster Carina的澳洲牧牛犬成為加拿大首隻獲得外觀和服從頭銜的澳洲牧牛犬。

### 英國
1980年，馬爾科姆·杜丁進口了首批註冊的澳洲牧牛犬至英國，包括兩隻藍色幼犬Lenthel Flinton和Lenthel Darlot。隨後不久，一隻名為Landmaster Darling Red的懷孕母犬也被進口，並證明是一隻優秀的繁殖母犬。在接下來的幾年裡，更多的澳洲牧牛犬從荷蘭、肯尼亞、德國和澳洲被引進至英國，儘管在放寬人工授精規則之前，英國的基因庫相對有限。1985年，英國澳洲牧牛犬協會成立並獲得犬舍俱樂部的正式認可，此前這些犬隻必須在「未分類品種」類別中參賽。在1980年代，澳洲牧牛犬在英國的服從和工作試驗中表現卓越。

## 引用
1. ↑  Kaleski, Robert (1938). Foundation Dogs of Australia. Sydney Mail 13 April 1938 p. 26, 30.
2. 1 2 3 4  Rolls, Eric. . Australia: Thomas Nelson. 1981. ISBN 9780868064642.
3. ↑  . Windsor and Richmond Gazette 37 (1963) (New South Wales, Australia). 5 June 1925: 10  [8 November 2023] –National Library of Australia.
4. ↑  Barrett, Charles, and Latchford, L. A. (c. 1934). The Sun Dog Book. Melbourne, Sun News-Pictorial.
5. 1 2 3 4 5 6  . Australian National Kennel Council. 14 December 2009  [11 September 2011]. （原始内容存档于2 October 2011）.
6. ↑   (PDF). FCI.   [19 May 2024]. （原始内容存档 (PDF)于2016-03-04）.
7. ↑  Ruvinsky (2001), p. 80
8. ↑  Kaleski, Robert (1958). Cattle Dogs in The Australian Encyclopaedia. Sydney, Grolier.
9. ↑  . acdca.org. Australian Cattle Dog Club of America. 27 March 2018  [26 April 2024]. （原始内容存档于2024-04-26）.
10. ↑   (PDF). American Kennel Club.   [26 April 2024]. （原始内容存档 (PDF)于2024-04-26）.
11. ↑  . business.qld.gov.au. Queensland Government. 21 April 2011  [26 April 2024]. （原始内容存档于2024-04-26）.
12. ↑  Cattle Dog and Kelpie Club of Queensland (1923). Cattle Dog, in The Kennel, Brisbane Courier 1 December 1923, p. 12.
13. 1 2 3 4  Robertson (1990), p. 14
14. ↑  Coren (1995), p. 182
15. 1 2  Lowell (1990), p. 166
16. 1 2 3  Lithgow (2001), pp. 5–6, 25–28
17. ↑  Buetow (1998), p. 136
18. ↑  Beauchamp (2007) p. 46.
19. ↑  Dehasse, Joel. . The Bulletin for Veterinary Clinical Ethology. 1994, 2 (1–2): 6–29  [2 January 2010]. （原始内容存档于23 February 2010）.
20. 1 2  Beauchamp (1997), pp. 67, 77
21. ↑  Schwartz (2009), pp. 78–102
22. ↑  Stockman (2002), p. 102
23. ↑  . American Kennel Club.   [28 December 2009]. （原始内容存档于26 January 2010）.
24. ↑  Simmons-Moake (1992), pp. 1–8
25. 1 2 3 4  Holmes (1993), pp. 132–155
26. 1 2  Shaffer (1984), p. 53
27. ↑  Coren, Stanley. . New York, NY: The Free Press. 1998. ISBN 978-0-684-85502-8.
28. ↑  Woodruff, Roger A.; Green, Jeffrey S. . Great Plains Wildlife Damage Control Workshop Proceedings (Ardmore, OK: Noble Foundation). 1995, 12: 43–45.
29. ↑  Wasser, Samuel K.  (PDF). Natural History (American Museum of Natural History). October 2008: 48–53  [13 August 2012]. （原始内容 (PDF)存档于22 May 2012）.
30. ↑  McMillan, Kirsten M.; Bielby, Jon; Williams, Carys L.; Upjohn, Melissa M.; Casey, Rachel A.; Christley, Robert M. . Scientific Reports (Springer Science and Business Media LLC). 2024-02-01, 14 (1): 531. Bibcode:2024NatSR..14..531M. ISSN 2045-2322. PMC 10834484 . PMID 38302530. doi:10.1038/s41598-023-50458-w.
31. ↑  Beauchamp (1997), pp. 57–58
32. ↑  Strain, George M. . The Veterinary Journal. January 2004, 167 (1): 23–32. PMID 14623147. doi:10.1016/S1090-0233(03)00104-7 .
33. ↑  Sommerlad, Susan F; Morton, John M; Haile-Mariam, Mekonnen; Johnstone, Isobel; Seddon, Jennifer M; O’Leary, Caroline A. . BMC Veterinary Research. 2012, 8 (1): 202. ISSN 1746-6148. PMC 3489614 . PMID 23107143. doi:10.1186/1746-6148-8-202 .
34. ↑  Petersen-Jones, Simon M. . Proceedings of the 28th World Congress of the World Small Animal Veterinary Association. 2003  [12 December 2009]. （原始内容存档于2010-04-27）.
35. ↑  Higgs, Veronica. . petmd.com.   [26 April 2024].
36. ↑  Sargan, D.R. . Mammalian Genome. 2004, 15 (6): 503–506  [20 January 2010]. PMID 15181542. S2CID 19306779. doi:10.1007/s00335-004-3047-z. （原始内容存档于9 January 2011）.
37. ↑  Brenner, O.; de Lahunta, A.; Summers, B.A.; Cummings, J.F.; Cooper, B.J.; Valentine, B.A.; Bell, J.S. . Acta Neuropathologica. July 1997, 94 (1): 54–66. ISSN 0001-6322. PMID 9224531. S2CID 20918157. doi:10.1007/s004010050672.
38. ↑  Kennel Club. . British Small Animal Veterinary Association Scientific Committee. 2004  [5 July 2007]. （原始内容存档于13 August 2013）.
39. ↑  Dorn, C. Richard.  (PDF). American Kennel Club: 1–27. 2002  [9 September 2011]. （原始内容存档 (PDF)于2024-09-01）.
40. ↑  Mary Durack, 'Durack, Patrick (1834–1898)', Australian Dictionary of Biography, National Centre of Biography, Australian National University, https://adb.anu.edu.au/biography/durack-patrick-3457/text5281 （页面存档备份，存于）, published first in hardcopy 1972, accessed online 2 July 2023.
41. ↑  Durack, Mary (1959). Kings in Grass Castles. London, Constable, 1959.
42. ↑  Australian Bureau of Census and Statistics (2008). 3105.0.65.001 - Australian Historical Population Statistics, https://www.abs.gov.au/AUSSTATS/abs@.nsf/DetailsPage/3105.0.65.0012008?OpenDocument （页面存档备份，存于）. Retrieved 28 July 2019.
43. ↑  James Harrison, Australia, and the World’s First Patented Refrigerator.
https://dynamicrefrigeration.com.au/blog/james-harrison-ice-machine/ （页面存档备份，存于）, accessed online 2 July 2023.
44. ↑  Howard (1990), pp. 26–28
45. ↑  "Sir Bedivere". The Australian Cattle Dog. The Town and Country Journal 9 September 1903. p. 34.
46. ↑  Kaleski (2005)
47. ↑  . The Queenslander (2115) (Queensland, Australia). 22 September 1906: 38  [26 April 2024] –National Library of Australia.
48. ↑  . The Queenslander (2115) (Queensland, Australia). 22 September 1906: 38  [26 April 2024] –National Library of Australia.
49. ↑  . dogfiles.com. Dog Files.   [26 April 2024]. （原始内容存档于2024-04-26）.
50. ↑  . The Sydney Stock and Station Journal XXIX (28) (New South Wales, Australia). 13 July 1917: 8  [26 April 2024] –National Library of Australia.
51. ↑  . cattledog-kelpieclubqld.com. Australian Cattle Dog and Kelpie Club of Queensland.   [26 April 2024].
52. 1 2 3 4  Ekman, Esther. . Working/Herding Dogs.   [30 December 2009]. （原始内容存档于12 January 2009）.
53. 1 2  Redhead (1988), p. 116

## 一般和引述參考資料
- Beauchamp, Richard G. . New York: Barron's Educational. 1997. ISBN 978-0-8120-9854-9.

- Beauchamp, Richard G. . New York: Barron's Educational. 2007. ISBN 978-0-8120-9854-9.

- Buetow, Katherine. . New York: Howell Book House. 1998. ISBN 978-0-87605-446-8.

- Clark, Noreen R. . Wallacia, NSW: WriteLight Publishers. 2003. ISBN 978-0-9581934-3-6.[自述来源]

- Coren, Stanley. . New York: Bantam Books. 1995. ISBN 978-0-553-37452-0.

- Hamilton-Wilkes, Monty; Cumming, David. . Sydney, NSW: Angus & Robertson. 1982. ISBN 978-0-207-14490-5.

- Holmes, John; Holmes, Mary. . Simon and Schuster. 1993. ISBN 978-0-87605-014-9.

- Howard, A. J. (Bert). . Russell W. Warner  (编). . Sydney, NSW: Southwood Press. 1990. ISBN 978-0-908219-07-0.

- Kaleski, Robert. . Warwickshire, UK: Vintage Dog Books. 2005. ISBN 978-1-905124-75-6.

- Lithgow, Scott. . Brisbane, Qld: University of Queensland Press. 2001. ISBN 978-0-7022-2394-5.

- Lowell, Michele. . New York: Henry Holt. 1990. ISBN 978-0-8050-1892-9.

- Pearse, Emma. . London: Hodder & Stoughton. 2011. ISBN 978-1-4447-1520-0.

- Redhead, Connie. . Adelaide, SA: C. Redhead. 1988. ISBN 978-0-7316-2220-7.

- Renna, Christine Hartnagle. . Freehold, NJ: Kennel Club Books. 2009. ISBN 978-1-59378-737-0.

- Robertson, Narelle. . Neptune City, NJ: TFH Publications. 1990. ISBN 978-0-7938-2808-1.

- Ruvinsky, Anatoly; Sampson, Jeff. . Wallingford, UK: CABI Publishing. 2001. ISBN 978-0-85199-520-5.

- Schwartz, Charlotte. . Freehold, NJ: Kennel Club Books. 2009. ISBN 978-1-59378-368-6.

- Shaffer, Mari. . Medford, WI: Countryside Publications. 1984. OCLC 12987177.

- Simmons-Moake, Jane. . New York: Macmillan. 1992. ISBN 978-0-87605-402-4.

- Stockman, Mike. . New York: Hermes House. 2002. ISBN 978-1-84038-871-8.

## 外部連結
- 中的“澳洲牧牛犬”